# Giovanni Oberti
Giovanni Oberti (Ovada, 21 novembre 1862 – Saluzzo, 23 novembre 1942) è stato un vescovo cattolico italiano.

## Biografia
Nacque a Ovada il 21 novembre 1862, ultimo dei dieci figli di Giuseppe Oberti e Maddalena Baretti.
Entrato nel seminario di Acqui, vi uscì presto per entrare a far parte degli scolopi. Ordinato sacerdote il 25 febbraio 1888, laureatosi in lettere venne mandato a insegnare a Carcare fra il 1893 ed il 1898. Nel 1898 fu rettore del Collegio Calasanzio di Cornigliano.
Il 16 dicembre 1901 papa Leone XIII lo nominò vescovo di Saluzzo. Durante il suo episcopato fu inviato più volte come visitatore apostolico nel meridione.
Morì a Saluzzo il 23 novembre 1942 a seguito di una caduta durante la visita pastorale in Valle Po a Crissolo.

## Genealogia episcopale e successione apostolica
La genealogia episcopale è:
- Cardinale Scipione Rebiba
- Cardinale Giulio Antonio Santori
- Cardinale Girolamo Bernerio, O.P.
- Arcivescovo Galeazzo Sanvitale
- Cardinale Ludovico Ludovisi
- Cardinale Luigi Caetani
- Cardinale Ulderico Carpegna
- Cardinale Paluzzo Paluzzi Altieri degli Albertoni
- Papa Benedetto XIII
- Papa Benedetto XIV
- Papa Clemente XIII
- Cardinale Marcantonio Colonna
- Cardinale Giacinto Sigismondo Gerdil, B.
- Cardinale Giulio Maria della Somaglia
- Cardinale Carlo Odescalchi, S.I.
- Cardinale Costantino Patrizi Naro
- Cardinale Lucido Maria Parocchi
- Cardinale Pietro Respighi
- Vescovo Giovanni Oberti, Sch. P.

La successione apostolica è:
- Vescovo Santino Margaria (1931)
- Vescovo Giacomo Rosso (1935)